# Charles Kieffer
Charles M. "Charlie" Kieffer (født 11. august 1910 i Philadelphia, død 8. november 1975) var en amerikansk roer og olympisk guldvinder.

## Rokarriere
Kieffer blev som 17-årig amerikansk high school-mester som medlem af en Philadelphia-otter i 1927. Han roede herefter i adskillige år, primært 
som medlem af Pennsylvania AC og som medlem af klubbens otter. Han var i denne båd med til at blive verdensmester i 1930, hvor amerikanerne satte ny rekord for 2.000 m.
Til sammen OL 1932 i Los Angeles stillede han op sammen med Joseph Schauers og styrmand Edward Jennings i toer med styrmand. I konkurrencen deltog kun fire både, hvorfor der kun blev afholdt ét (finale)heat. Her var amerikanerne overlegne og vandt med mere end fem sekunder ned til den polske båd på andenpladsen, mens franskmændene fik bronze, yderligere ti sekunder bagud.

## Videre karriere
Kieffer blev bankmand og endte som præsident for Union Bank and Trust Company. Han fungerede også i en periode som skatteopkræver.

## OL-medaljer
- 1932:  Guld i toer med styrmand